# Achyronia
Achyronia là một chi thực vật có hoa trong họ Đậu.